# Brachyspiraceae
Famille
Synonymes
- Serpulinaceae[2]

Classification phylogénétique
- Eubactéries
  - Protéobactéries
  - groupe :
    - Firmicutes
      - groupe Bacillus / Clostridium
      - Actinobactéries

    - groupe :
      - Cyanobactéries
      - groupe Thermus / Deinococcus

  - groupe :
    - Bactéries vertes sulfureuses
    - groupe :
      - Flavobactéries
      - Bactéroïdes

  - groupe :
    - Spirochètes
    - Chlamydiales

  - Planctomycétales
  - Bactéries vertes non sulfureuses
  - Aquificales
  - Thermotogales

Les Brachyspiraceae sont une famille de bactéries appartenant à l'ordre des Spirochaetales. Certaines espèces sont pathogènes pour l’homme, provoquant des maladies dites « tréponématoses ».
En 2014, les Brachyspiraceae ont été placée dans l'ordre des Brachyspirales.

## Liste des genres
Selon BioLib (18 mars 2020) :
- genre Brachyspira Hovind-Hougen, Birch-Andersen, Henrik-Nielsen, Orholm, Pedersen, Teglbjaerg & Thaysen, 1983
- genre Serpulina Stanton, 1992

Selon Catalogue of Life (18 mars 2020), ITIS (18 mars 2020), NCBI (18 mars 2020) et World Register of Marine Species (18 mars 2020) :
- genre Brachyspira Hovind-Hougen, Birch-Andersen, Henrik-Nielsen, Orholm, Pedersen, Teglbjaerg & Thaysen, 1983